# 아타고 신사

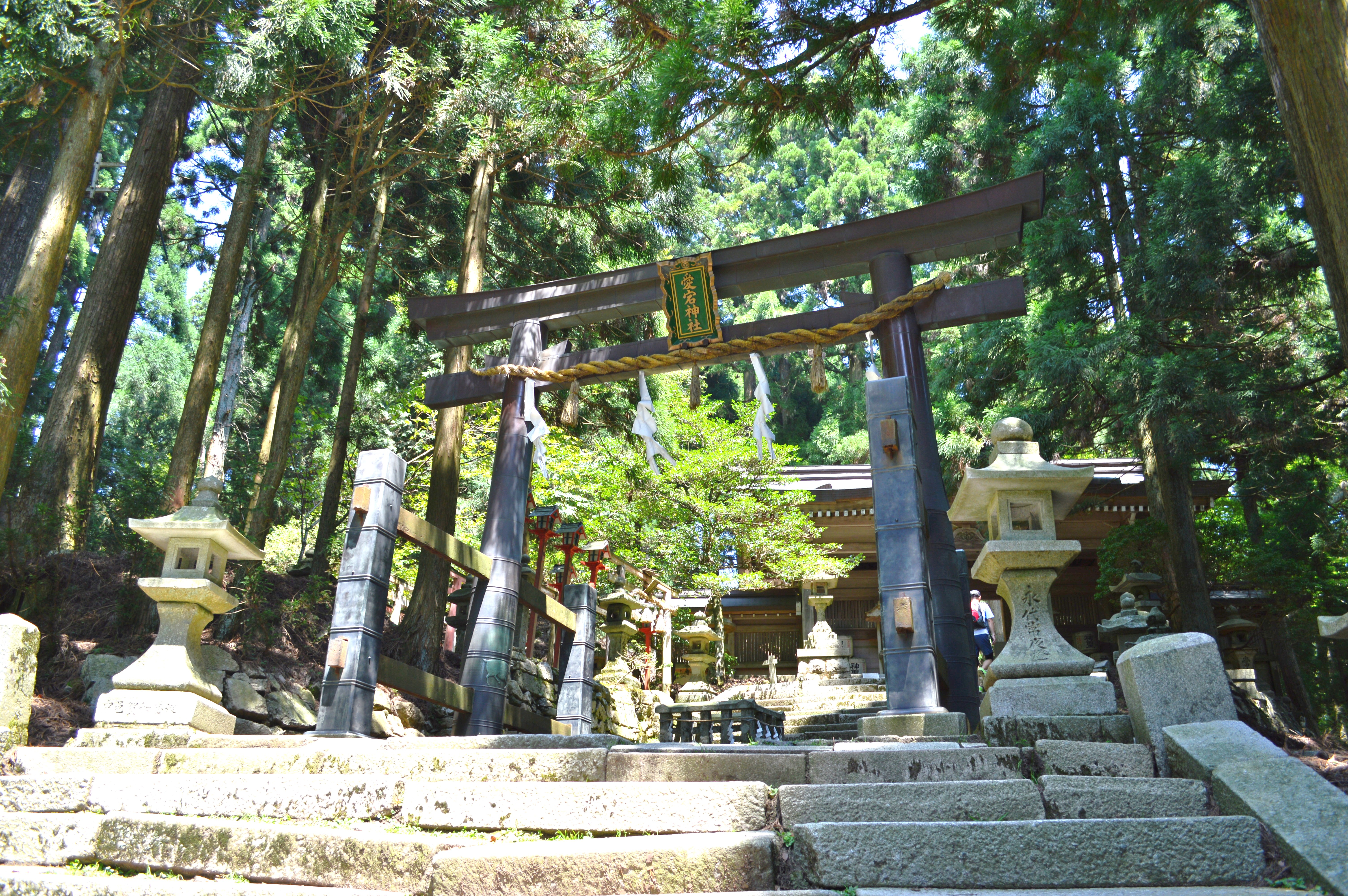
신사 입구에 세운 기둥 문. 일명 '도리이'라고 한다.

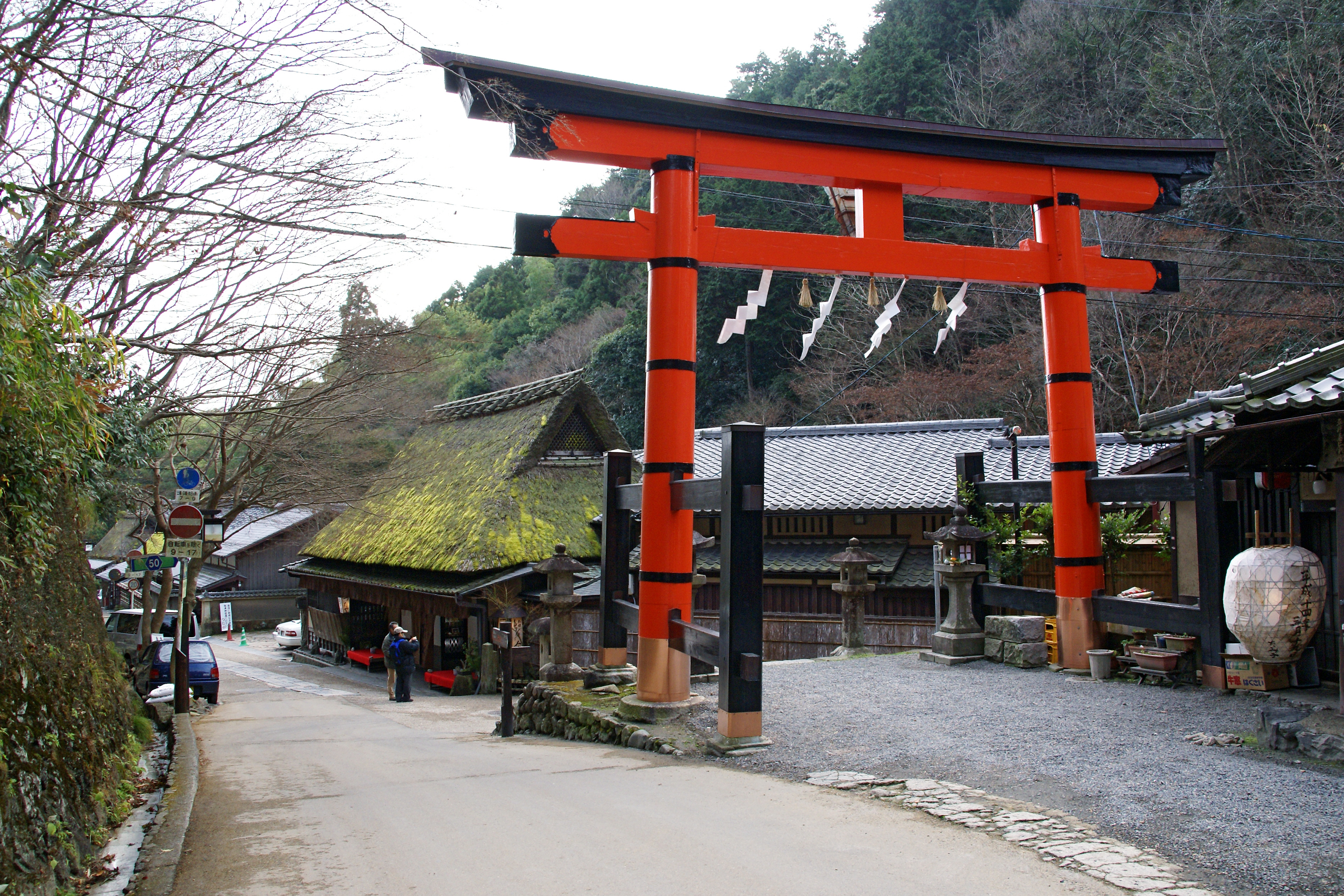
하나 뿐인 도리이

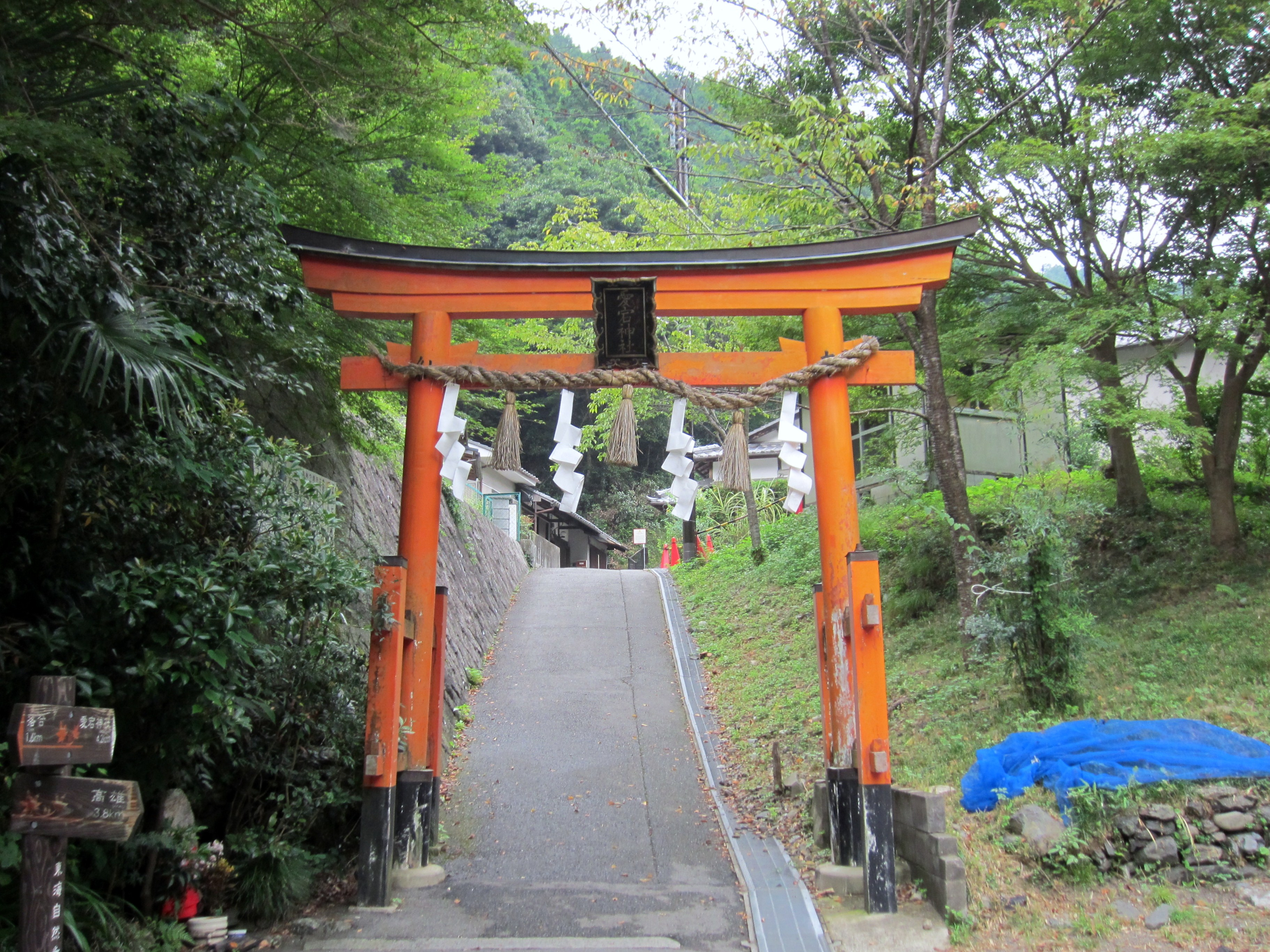
기요타키의 입구로 진입하게 되는 도리이

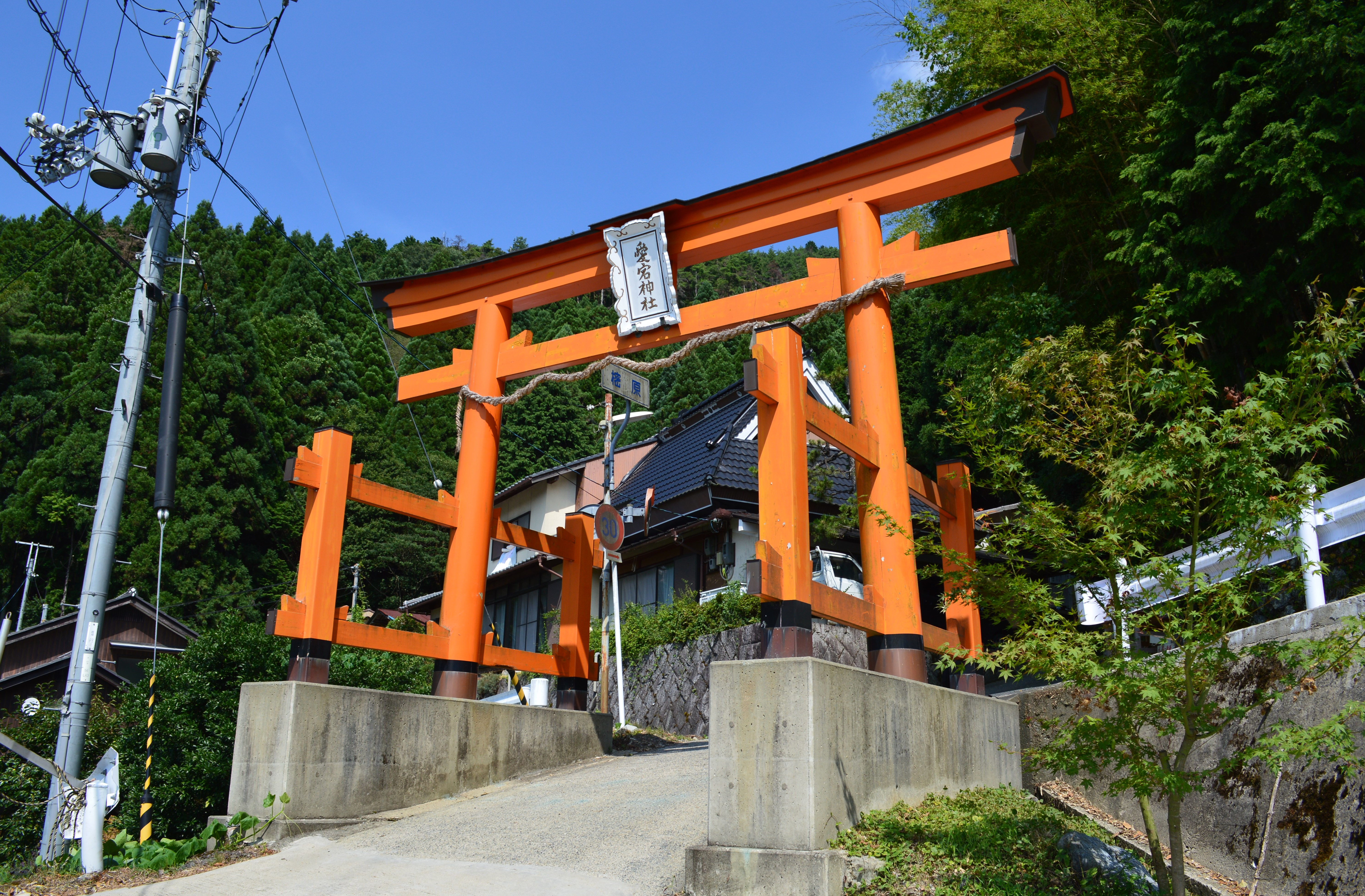
시키미가하라 일대로 통하게 되는 도리이

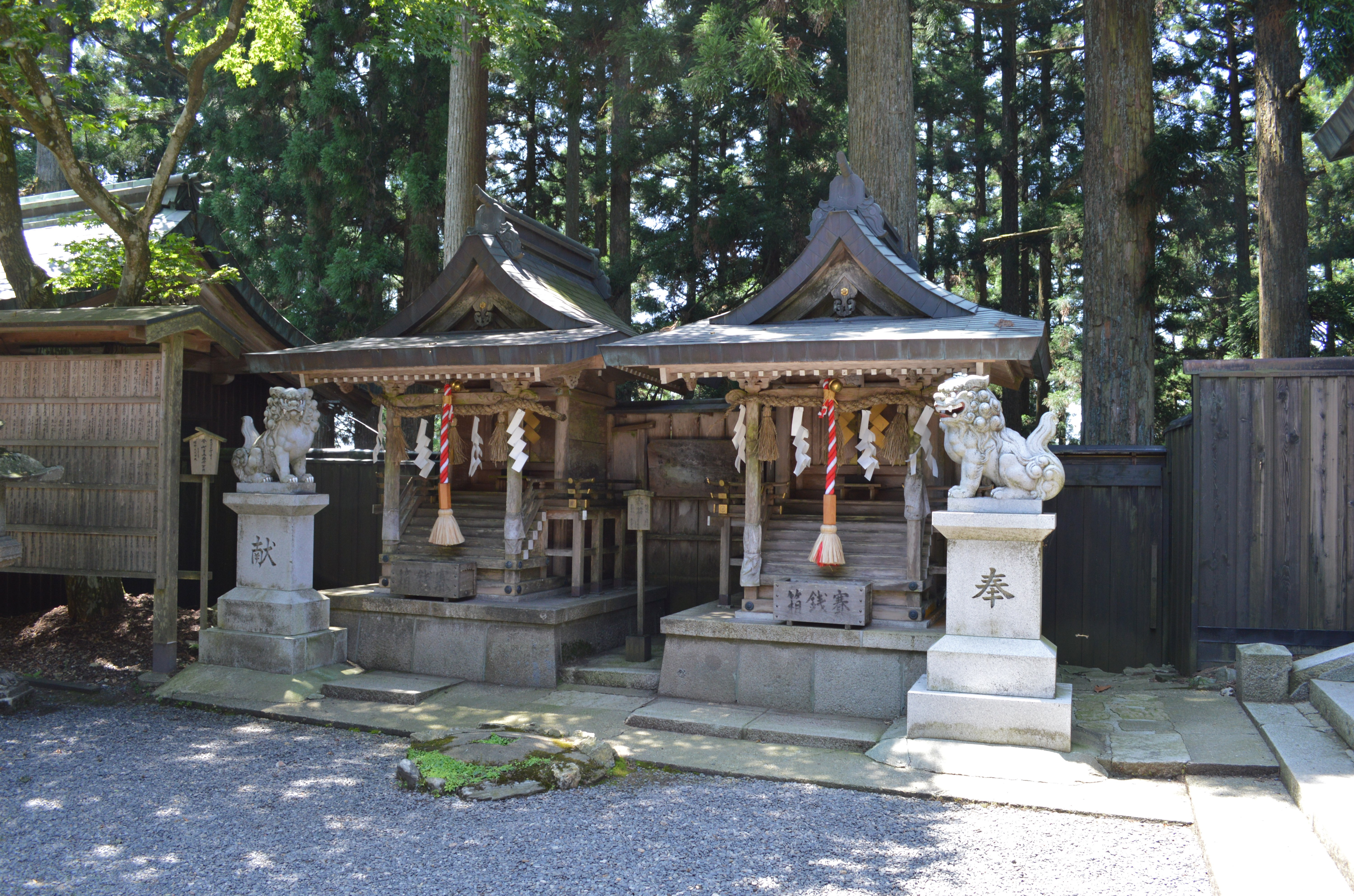
신사 앞의 신메이샤(우측)와 구마노샤(좌측)가 나란히 병렬되어 있는 모습.

아타고 신사(일본어: 愛宕神社, Atago-jinja)는 일본 교토부 교토시 우쿄구(교토부 서북부 지역)에 자리잡은 신토이자 신사이며, 아타고산에 위치하고 있는 신사이다. 그러나 이 신사는 아타고 권현을 주위에 둘러 쌓여서 간직하게 되는 형태를 가진 신사이기도 하나, 교토 지역을 화재로부터 보호하고 있는 분들이 세워진 신사이다. 8세기 무렵 이후로부터 이 신사가 보통 관습이나 예배 등의 장소로도 널리 활동하고 있는 신사이기도 하다. 그래서 아타고 신사는 일본의 중요문화재로 지정되어 있는 것으로 전하고 있다.

## 같이 보기
- 본지수적